# Ctenophorus cristatus
Ctenophorus cristatus là một loài thằn lằn trong họ Agamidae. Loài này được Gray mô tả khoa học đầu tiên năm 1841.